# Ryder Cup 1931
La 3ª edizione della Ryder Cup si tenne al Scioto Country Club di Columbus (Ohio), Stati Uniti, tra il 26 ed il 27 giugno 1931.

## Formato
La Ryder Cup è un torneo match play, in cui ogni singolo incontro vale un punto. Dalla prima edizione fino al 1959, il formato consiste, il primo giorno, in incontri tra otto coppie, quattro per squadra, in "alternate shot" , mentre il secondo in otto singolari, per un totale di 12 punti; di conseguenza, per vincere la coppa sono necessari almeno 6½ punti. Tutti gli incontri sono giocati su un massimo di 36 buche.

## Squadre
Stati Uniti
- Walter Hagen — capitano
- Gene Sarazen
- Leo Diegel
- Billy Burke
- Johnny Farrell
- Denny Shute
- Al Espinosa
- Wiffy Cox
- Craig Wood

 Regno Unito
- Charles Whitcombe — capitano
- Archie Compston
- George Duncan
- Abe Mitchell
- Syd Easterbrook
- William Davies
- Arthur Havers
- Fred Robson
- Ernest Whitcombe
- Bert Hodson

## Risultati

### Incontri 4 vs 4 del venerdì
| Regno Unito (bandiera) | Risultati | Stati Uniti (bandiera) |
| ---------------------- | --------- | ---------------------- |
| Compston/Davies        | 8 - 7     | Sarazen/Farrell        |
| Duncan/Havers          | 10 - 9    | Hagen/Shute            |
| Mitchell/Robson        | 3 - 1     | Diegel/Espinosa        |
| Easterbrook/Whitcombe  | 3 - 2     | Burke/Cox              |
| 1                      | Parziale  | 3                      |
| 1                      | Totale    | 3                      |

### Singolari del sabato
| Regno Unito (bandiera) | Risultati | Stati Uniti (bandiera) |
| ---------------------- | --------- | ---------------------- |
| Archie Compston        | 7 - 6     | Billy Burke            |
| Fred Robson            | 7 - 6     | Gene Sarazen           |
| William Davies         | 4 - 3     | Johnny Farrell         |
| Abe Mitchell           | 3 - 1     | Wiffy Cox              |
| Charles Whitcombe      | 4 - 3     | Walter Hagen           |
| Bert Hodson            | 8 - 6     | Denny Shute            |
| Ernest Whitcombe       | 2 - 1     | Al Espinosa            |
| Arthur Havers          | 4 - 3     | Craig Wood             |
| 2                      | Parziale  | 6                      |
| 3                      | Totale    | 9                      |